# Паршина
Па́ршина (рос. Паршина) — присілок у складі Богдановицького міського округу Свердловської області.
Населення — 103 особи (2010, 131 у 2002).
Національний склад станом на 2002 рік: росіяни — 84 %.